# 45 Dywizja Piechoty (Hiszpania)

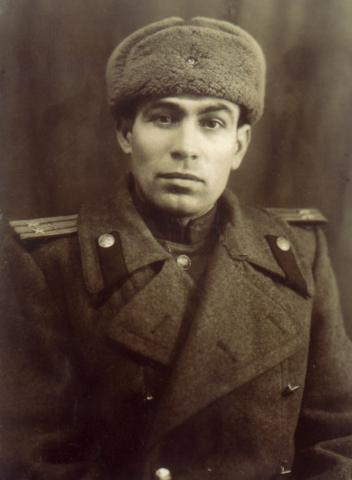
płk Francisco Romero Marín, ostatni dowódca 45 Dywizji Piechoty.

45 Dywizja Piechoty” (hiszp. 45.ª División) – hiszpański związek taktyczny należący do Republikańskiej Armii Ludowej, uczestniczący w hiszpańskiej wojnie domowej.
45 Dywizja Piechoty (25 DP) sformowana została w 1937. Tworzyli ją głównie ochotnicy z Brygad Międzynarodowych.  W czasie wojny domowej w Hiszpanii uczestniczyła m.in. w bitwie pod Hueską, Brunete i Ebro. W czasie bitwy nad Ebro wchodziła w skład V Korpusu Armijnego. Po wycofaniu z 25 DP oddziałów Brygad Międzynarodowych hiszpańscy żołnierze zakończyli szlak bojowy wraz z Armią Ebro, przekracając 5-10 lutego 1939 granicą hiszpańsko-francuską. Z polecenia władz francuskich zostali rozbrojeni i internowani. 

## Dowództwo dywizji
Dowódcy:
- gen. Emilio Kléber
- ppłk Hans Kahle (Niemiec)[2]
- mjr Ramon Vidal[3]
- płk Francisco Romero Marín

Komisarze polityczni:
- Augusto Vidal
- Władysław Stopczyk (Polak)[4]
- Francois Vittori (Francuz)
- Jose Sevil (Hiszpan)

Szef sztabu:
- François Bernard
- mjr Miguel Ange (Hiszpan)[5]

## Struktura organizacyjna
Skład w czasie bitwy nad Ebro:
- XII Brygada Międzynarodowa
- XIV Brygada Międzynarodowa
- CXXIX Brygada Międzynarodowa